# Vacuum Tower Telescope
Le Vacuum Tower Telescope est un télescope solaire situé à l'observatoire du Teide, sur l'île de Tenerife. Il est opéré principalement par le Institut Leibniz de physique solaire (de) (KIS). Il est composé de 2 miroirs, dont un miroir primaire de 70 cm de diamètre.
Depuis 2003, un système d'optique adaptative est en place.

## Instruments
- TESOS/VIP : spectromètre 2D.
- un spectrographe échelle
- TIP-II (Tenerife Infrared Polarimeter)

## Sources
http://www.kis.uni-freiburg.de/?id=575&L=1